# جیمی انگولوان
جیمی انگولوان (فرانسوی: Jimmy Engoulvent‎؛ زادهٔ ۷ دسامبر ۱۹۷۹) دوچرخه‌سوار اهل فرانسه است.
از باشگاه‌هایی که در آن رکاب زده‌است می‌توان به تیم دوچرخه‌سواری سوجاسون و تیم دوچرخه‌سواری دیرکت انرژی اشاره کرد.